# Moussa Kagambega
Moussa Kagambega (Alto Volta, (en la actualidad Burkina Faso), 30 de junio de 1965) es un exboxeador burkinés.
Representó su país en los Juegos Olímpicos de Seúl 1988. Compitió en la categoría del peso pluma.